# Mutter
'"Mutter"' é o terceiro álbum de estúdio da banda alemã de Neue Deutsche Härte Rammstein. Foi lançado no dia 2 de abril de 2001. Na capa do álbum existe a fotografia de um feto morto tirada pelo fotógrafo Daniel Fuchs. Em 2015, o álbum foi relançado em vinil e incluído na coletânea "XXI", que comemorou os 21 anos da banda.

## Antecedentes
As sessões de gravação levaram cerca de 20 meses no total. A pré-produção começou em setembro de 1999 em Heiligendamm, onde a banda alugou a Haus Weimar (Casa Weimar). A casa não tinha absolutamente nenhum interior, então a banda teve que instalar uma cozinha e banheiros, comprar camas e armários. Durante esse tempo todas as músicas, que foram escritas acabaram no álbum. De acordo com Flake, "90% de sobras" também foram gravados. A banda ficou aqui até dezembro de 1999 e em seguida foram para Berlim, onde eles continuaram trabalhando um nessas músicas. A banda também estava procurando por um estúdio de gravação.
Em maio de 2000, a banda foi para o estúdio Miraval em Correns, na França. A banda gravou todas as músicas em seis semanas. Durante as gravações, Richard se tornou tão obcecado pelo controle, que a banda quase se separou. A banda foi entrevistada sobre isso durante o making of de Ich will: "Era quase impossível dizer o nome de alguém sem dizer a palavra idiota com ele."  Por uma música, não se sabe qual, Till escreveu 24 letras diferentes antes, até que finalmente, todos na banda concordaram.
Em junho de 2000, a banda foi para o Galaxy Studios, em Mol, na Bélgica, para mixar o álbum. A banda recebeu ajuda de Ronald Prent, que também mixou os dois álbuns anteriores, Herzeleid e Sehnsucht. A gravadora convidou jornalistas para o estúdio para ouvir seis músicas diferentes, sendo uma delas Sonne, ainda conhecida como "Klitschko". Mas a banda achou que a mixagem era muito comum, não era o suficiente. A banda queria que o álbum fosse mixado por Andy Wallace ou Dave Ogilvie, mas eles não estavam disponíveis na época. Antes de começar uma nova mixagem para o álbum, a banda tocava seu primeiro show no Japão.
A banda foi para Estocolmo em outubro de 2000. Stefan Glaumann estava disponível para mixar o álbum. Flake diz que ele era "muito bom e muito lento". Ele precisou de cinco dias para uma música e dois dias de descanso. A banda saiu em Estocolmo e conheceu Peter Tägtgren (que anos mais tarde formou junto com Till a banda Lindemann). Flake quase começou uma briga com outras pessoas em um bar e Peter ajudou a acalmar os ânimos.
Mais tarde finalmente, a mixagem foi feita, e uma segunda audição, dessa vez, oito músicas foram estreadas: "Sandmann" (título provisório de Mein Herz brennt), Ohne dich, Mutter, Sonne, Nebel, Adios, "Pastor" (título provisório de Halleluja) e Rein raus.
No total, 18 músicas são conhecidas por terem sido gravadas para o álbum, mas apenas 11 delas foram lançadas em todas as versões do álbum. Além disso, as edições japonesa e americana da loja BestBuy incluíram uma versão diferente de Halleluja intitulada '"Hallelujah"' como faixa bônus.
As músicas Halleluja e 5/4 foram lançadas nos singles Links 2-3-4 e Mutter. Sabe-se também que as primeiras versões de Ohne dich, Los, Mann gegen Mann e Ein Lied também foram gravadas nessa época, tanto que esta versão de Ohne dich aparece no single da mesma música, lançado em 2004. Também foram gravadas duas músicas que não foram lançadas, sob os nomes "Claudia" e "Seid bereit", no entanto, algumas ideias musicais e líricas foram posteriormente reutilizadas para as demos de Moskau (no caso e "Claudia"), Wiener blut e Rammlied (no caso de "Seid bereit"). As duas músicas que não foram lançadas puderam ser ouvidas por membros do fã-clube oficial na época, segundo os fãs, em "Claudia", Till prolongadamente gritava o nome "Claudia". E em "Seid bereit", a letra dizia sobre vampiros esperando a noite para dançar e que deveria ser uma metáfora sobre a banda. Além disso, o riff principal foi utilizado em "Wiener blut".

## Faixas
| N.º            | Título                                  | Duração |  |
| 1.             | "Mein Herz brennt (Meu Coração Queima)" | 4:39    |  |
| 2.             | "Links 2-3-4 (Esquerda)"                | 3:36    |  |
| 3.             | "Sonne (Sol)"                           | 4:32    |  |
| 4.             | "Ich will (Eu Quero)"                   | 3:37    |  |
| 5.             | "Feuer frei! (Abrir Fogo!)"             | 3:11    |  |
| 6.             | "Mutter (Mãe)"                          | 4:32    |  |
| 7.             | "Spieluhr (Caixa de Música"             | 4:46    |  |
| 8.             | "Zwitter (Hermafrodita)"                | 4:17    |  |
| 9.             | "Rein raus (Pra Frente, Pra Trás)"      | 3:09    |  |
| 10.            | "Adios (Adeus)"                         | 3:49    |  |
| 11.            | "Nebel (Névoa)"                         | 4:54    |  |
| Duração total: | Duração total:                          | 45:02   |  |

### Edição japonesa
| N.º            | Título         | Duração |  |
| 12.            | "Hallelujah"   | 3:45    |  |
| Duração total: | Duração total: | 48:54   |  |

### Edição limitada americana
A edição limitada americana exclusiva da loja BestBuy inclui um CD bônus.
| N.º            | Título          | Duração |  |
| 12.            | "Hallelujah"    | 3:45    |  |
| 13.            | "Sonne" (Video) | 4:13    |  |
| Duração total: | Duração total:  | 7:58    |  |

### CD Bônus (Limited Tour Edition)
Em 29 de outubro de 2001, a edição limitada de Mutter, chamada de Limited Tour Edition foi lançada com uma capa avermelhada, e além do álbum, inclui um disco bônus com quatro faixas ao vivo, sendo duas gravadas no dia 18 de maio de 2001, no Velódromo de Berlim, e outras duas no dia 1 de junho de 2001 na Preussag Arena, em Hannover.
| N.º            | Título                                                      | Duração |  |
| 1.             | "Ich will" (Ao vivo - Velodrom, Berlim, 18/05/2001)         | 3:57    |  |
| 2.             | "Links 2-3-4" (Ao vivo - Velodrom, Berlim, 18/05/2001)      | 4:54    |  |
| 3.             | "Sonne" (Ao vivo - Preussag Arena, Hannover, 01/06/2001)    | 4:57    |  |
| 4.             | "Spieluhr" (Ao vivo - Preussag Arena, Hannover, 01/06/2001) | 5:28    |  |
| Duração total: | Duração total:                                              | 18:58   |  |

## Desempenho nas paradas
| Paradas (2001)                        | Posição |
| ------------------------------------- | ------- |
| Austrália (ARIA)                      | 10      |
| Áustria (Ö3 Austria Top 40)           | 1       |
| Bélgica (Ultratop Flandres)           | 7       |
| Bélgica (Ultratop Valônia)            | 45      |
| Canadá (Billboard)                    | 14      |
| Dinamarca (Hitlisten)                 | 22      |
| Países Baixos (Dutch Charts)          | 4       |
| Finlândia (Suomen virallinen lista)   | 7       |
| França (SNEP)                         | 23      |
| Alemanha (Offizielle Deutsche Charts) | 1       |
| Hungria (MAHASZ)                      | 33      |
| Nova Zelândia (RMNZ)                  | 12      |
| Noruega (VG-lista)                    | 12      |
| Espanha (Spanish Albuns - AFYVE)      | 9       |
| Suécia (Sverigetopplistan)            | 2       |
| Suíça (Schweizer Hitparade)           | 1       |
| Reino Unido (UK Albums Chart)         | 86      |
| Estados Unidos (Billboard 200)        | 77      |

## Histórico de lançamento
| País              | Data                  | Gravadora                        | Formato                         | Catálogo                                    |
| ----------------- | --------------------- | -------------------------------- | ------------------------------- | ------------------------------------------- |
| União Europeia    | 2 de abril de 2001    | Universal Music Motor Music      | CD, Cassete                     | 549 639-2, 549 639-4                        |
| Japão             | 4 de abril de 2001    | Universal Music Motor Music      | CD                              | UICO-1012                                   |
| Alemanha · França | 29 de outubro de 2001 | Universal Music Motor Music      | CD Duplo (Limited Tour Edition) | 589 367-2                                   |
| Estados Unidos    | 3 de abril de 2001    | Universal Music Republic Records | CD, CD Duplo, Cassete           | 314 549 639-2, 314 549 683-2, 314 549 639-4 |
| União Europeia    | 8 de dezembro de 2017 | Universal Music                  | LP                              | 2729669                                     |